# سفسولودین
سفسولودین(به انگلیسی: Cefsulodin) یک آنتی‌بیوتیک سفالوسپورینی نسل سوم است که علیه سودوموناس آئروژینوزا فعال است و در سال ۱۹۷۷ توسط شرکت دارویی تاکدا کشف شد.